# Catedral de São Bavão (Gante)
A catedral de São Bavão (Sint Baafskathedraal, em neerlandês) é uma catedral gótica em Gante, Bélgica, e sede da diocese de Gante. É chamada em homenagem a São Bavão de Gante.

## Descrição
O edifício foi construído no local da antiga Capela de São João Batista, a construção de madeira que foi consagrada em 942 por Transmarus, bispo de Tournai e Noyon. Traços dessa estrutura original são evidentes na cripta da catedral.
A capela foi posteriormente ampliada ao estilo românico, em 1038. Alguns traços dessa fase de expansão também são evidentes na cripta atualmente.
No período subsequente, entre os séculos XIV e XVI, houve uma contínua expansão de projetos, e o estilo gótico foi executado sobre a estrutura. Um novo coro, capela radiante, expansão dos transeptos, uma casa do capítulo, nave e uma única torre oeste foram adicionados durante este período. A construção foi considerada completa 7 de junho de 1569.
Em 1539, como resultado da rebelião contra Carlos V, a antiga Abadia de São Bavão foi dissolvida. O seu abade e os monges passaram a ser cânones em um capítulo que foi anexado ao que, em seguida, tornou-se a Igreja de São Bavão. Quando a diocese de Gante foi fundada em 1559, a igreja tornou-se a sua catedral.
Recentemente uma equipa de construção civil descobriu nela, acidentalmente, uma parede feita de ossos enquanto estava a fazer escavações para um novo centro de visitantes.

## Obras de arte

### Retábulo de Gante
A catedral é conhecida pelo Retábulo de Ghent. Ele é formalmente conhecido como A Adoração do Cordeiro Místico, por Hubert e Jan van Eyck. Este trabalho é considerado uma obra-prima dos Van Eyck e uma das mais importantes obras do início da Renascença Setentrional, bem como uma das maiores obras de arte da Bélgica. Várias pinturas foram compradas em Berlim em 1816 pelo colecionador inglês Edward Solly, entre elas o Retábulo. Elas foram compradas posteriormente em 1821 por Frederico Guilherme III da Prússia e mantidas na Alemanha.
Durante a Primeira Guerra Mundial, outros painéis foram retirados da catedral pela Alemanha. Como parte do mandato de compensação do Tratado de Versalhes após o fim da guerra, a Alemanha devolveu os painéis, juntamente com os painéis originais que haviam sido legitimamente comprados por Solly..

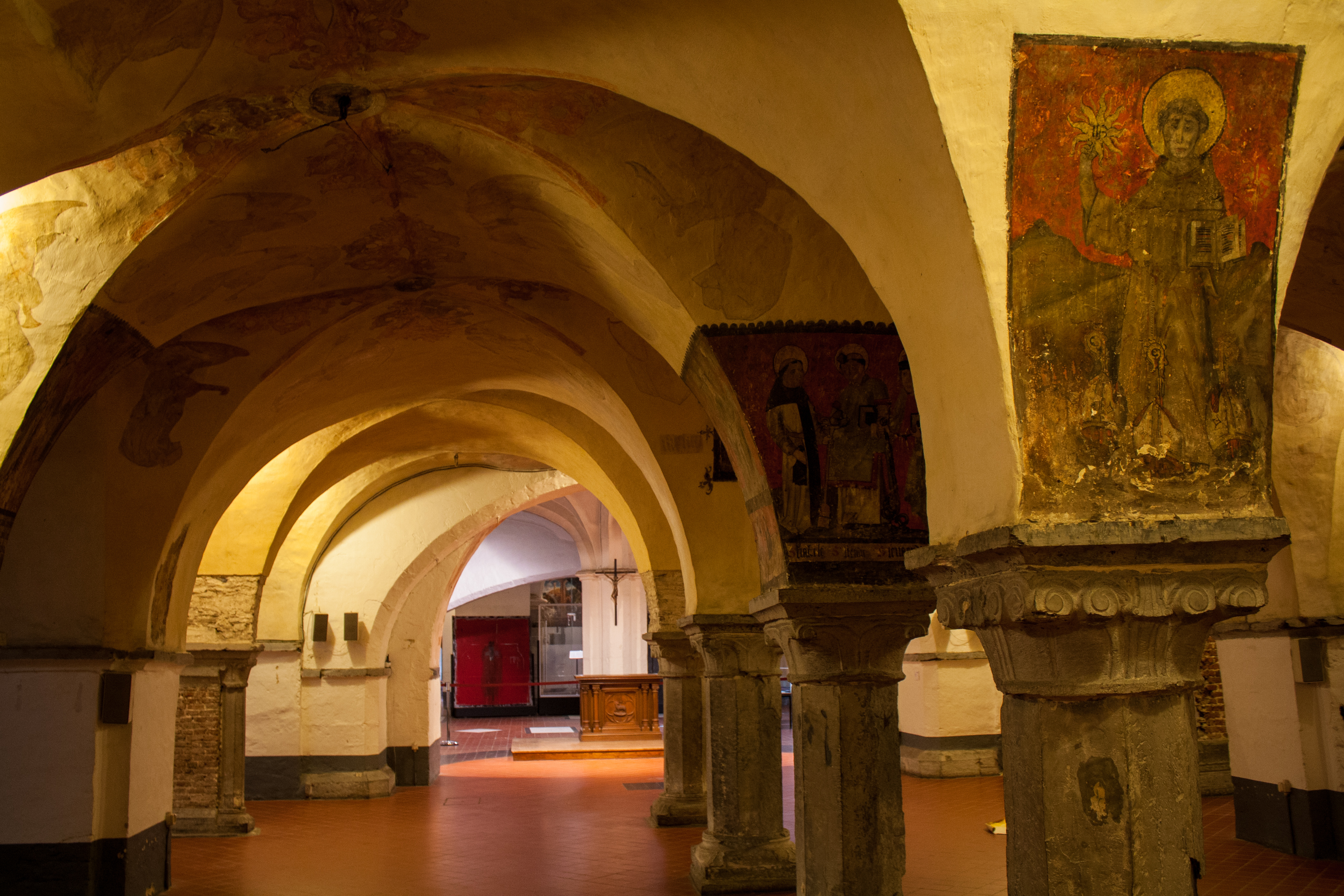
Interior da catedral, com afrescos de figuras religiosas visíveis.
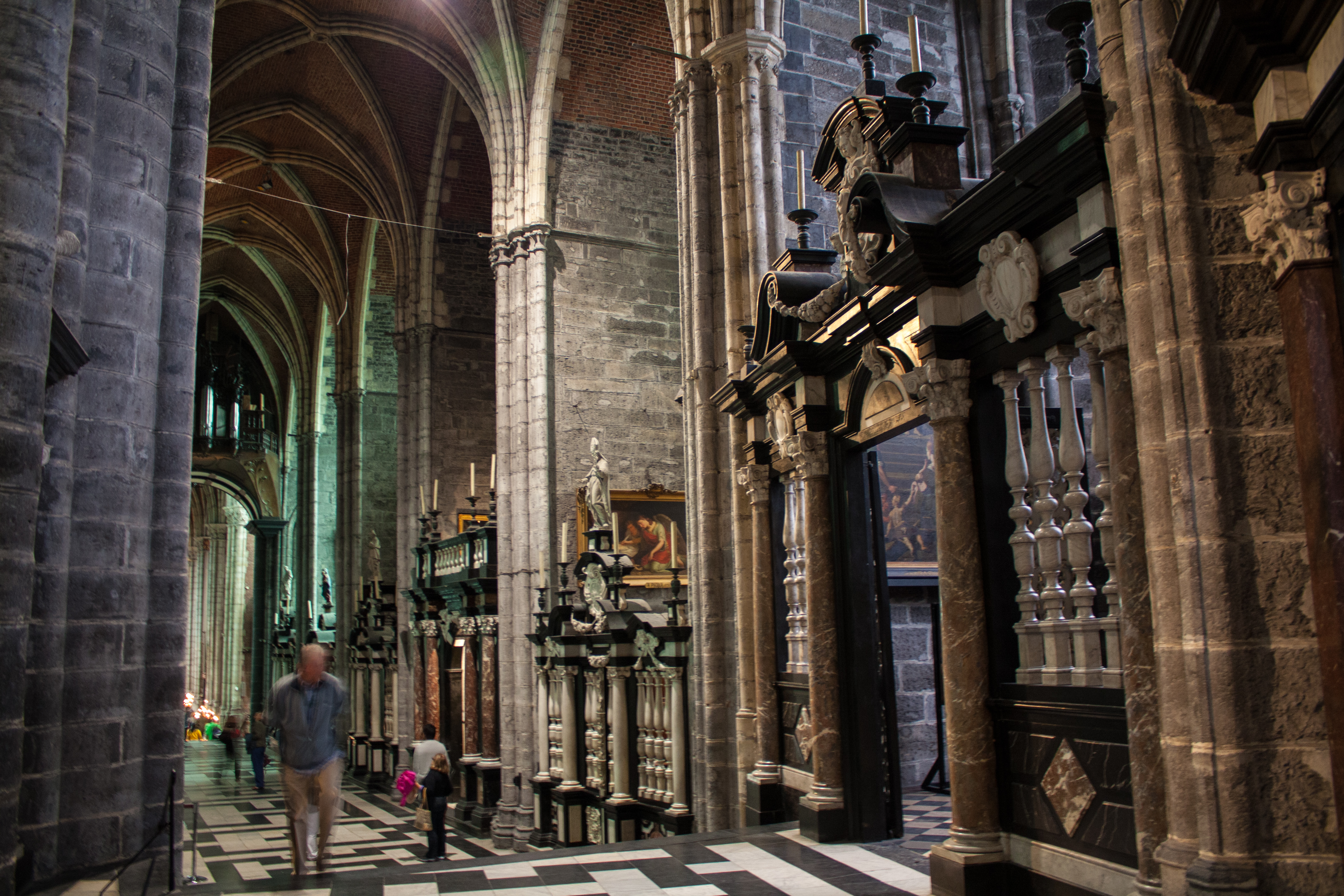
Naves elaboradas em pedra e mármore no interior da catedral.

Os alemães ressentiram amargamente a perda dos painéis, e no início da Segunda Guerra Mundial foi tomada a decisão de enviar o Retábulo para o Vaticano para mantê-lo seguro. Na França, durante o transporte para o Vaticano, a Itália declarou guerra juntamente com a Alemanha. As obras foram armazenadas em um museu em Pau durante a guerra, com representantes militares belgas, franceses e alemães a assinarem um acordo em que é necessário o consentimento dos três lados antes da obra de arte poder ser movida.
Em 1942, Adolf Hitler ordenou que a pintura fosse apreendida e levada para a Alemanha para ser armazenado um um castelo na Baviera. Após ataques aéreos no castelo, as pinturas foram armazenadas em uma mina de sal. Autoridades belgas e francesas protestaram contra a apreensão de pintura, e o chefe da Unidade de Proteção da Arte do exército alemão foi demitido após ele discordar da apreensão.

### Outras obras de arte
A catedral abriga obras de outros artistas renomados. Ela mantém a pintura São Bavão entra no Convento em Gante, por Peter Paul Rubens. O Calvário Tríptico do século XV, obra atribuída a Justus van Gent, também encontra-se na catedral. Frans Pourbus, o Velho pintou quatorze painéis que representam a História de Santo André (1572) e um Tríptico de Viglius Aytta (1571). Gaspar de Crayer é represenou pinturas como São Macário de Gante, A Decapitação de São João Batista e O Martírio de Santa Bárbara. A igreja também possui obras de Antoon van den Heuvel, incluindo Cristo e a Mulher Adúltera e a Ressurreição de Cristo. Há também obras por Lucas van Uden e Jan van Cleef.

## Enterros
Na catedral, encontram-se enterrados oito bispos de Gante: Cornelius Jansen, Karl vanden Bosch, Karl-Justus Calewaert,  Ferdinand de Lobkowitz, Jan de Smet, Jan van de Velde,  Gerard van Eersel e Ignaz Augusto Schetz van Grobbendonck. Micaela de Valois, duquesa da Borgonha, também encontra-se sepultada no local.

## Imagens

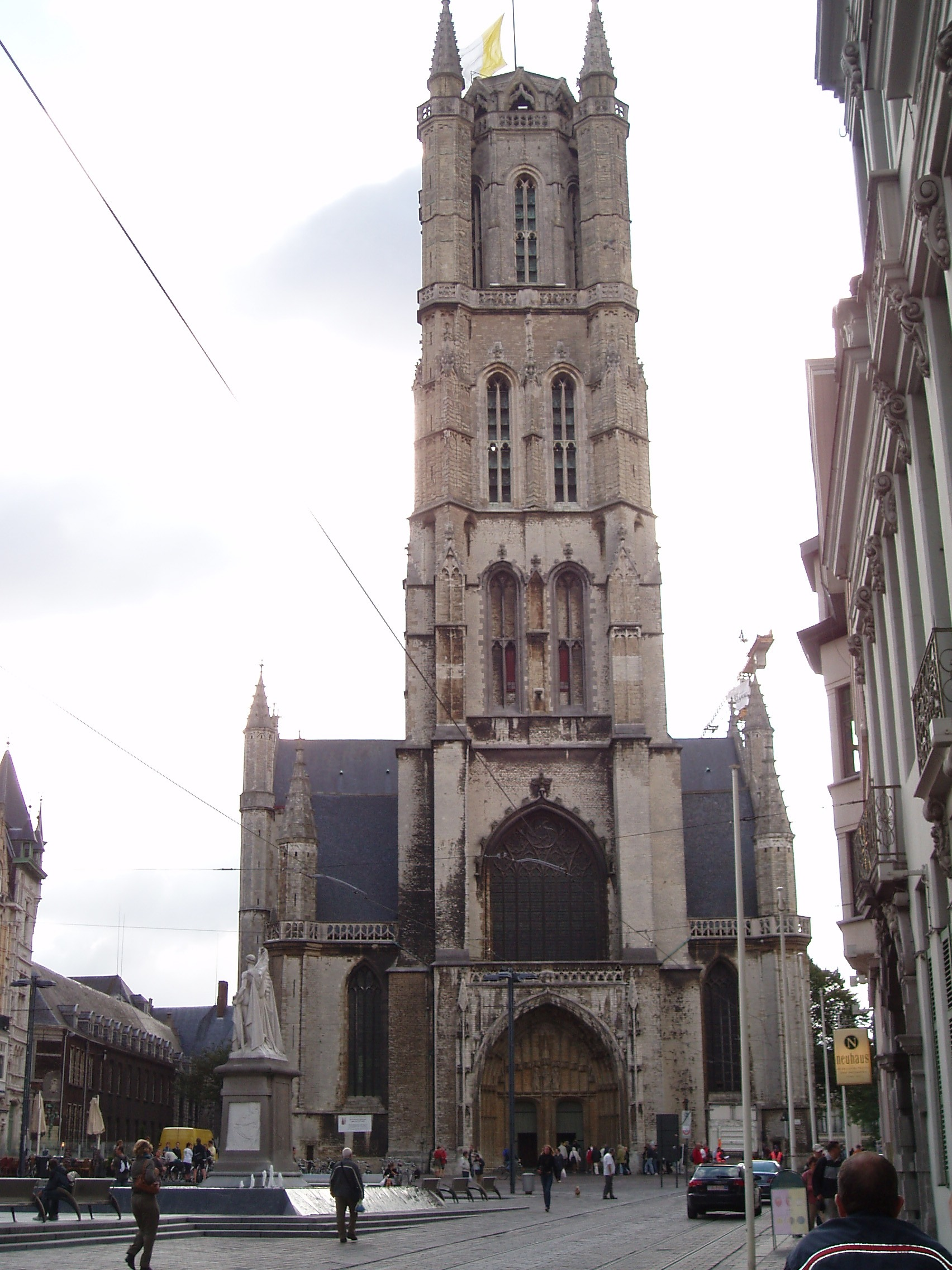
Fachada da Catedral

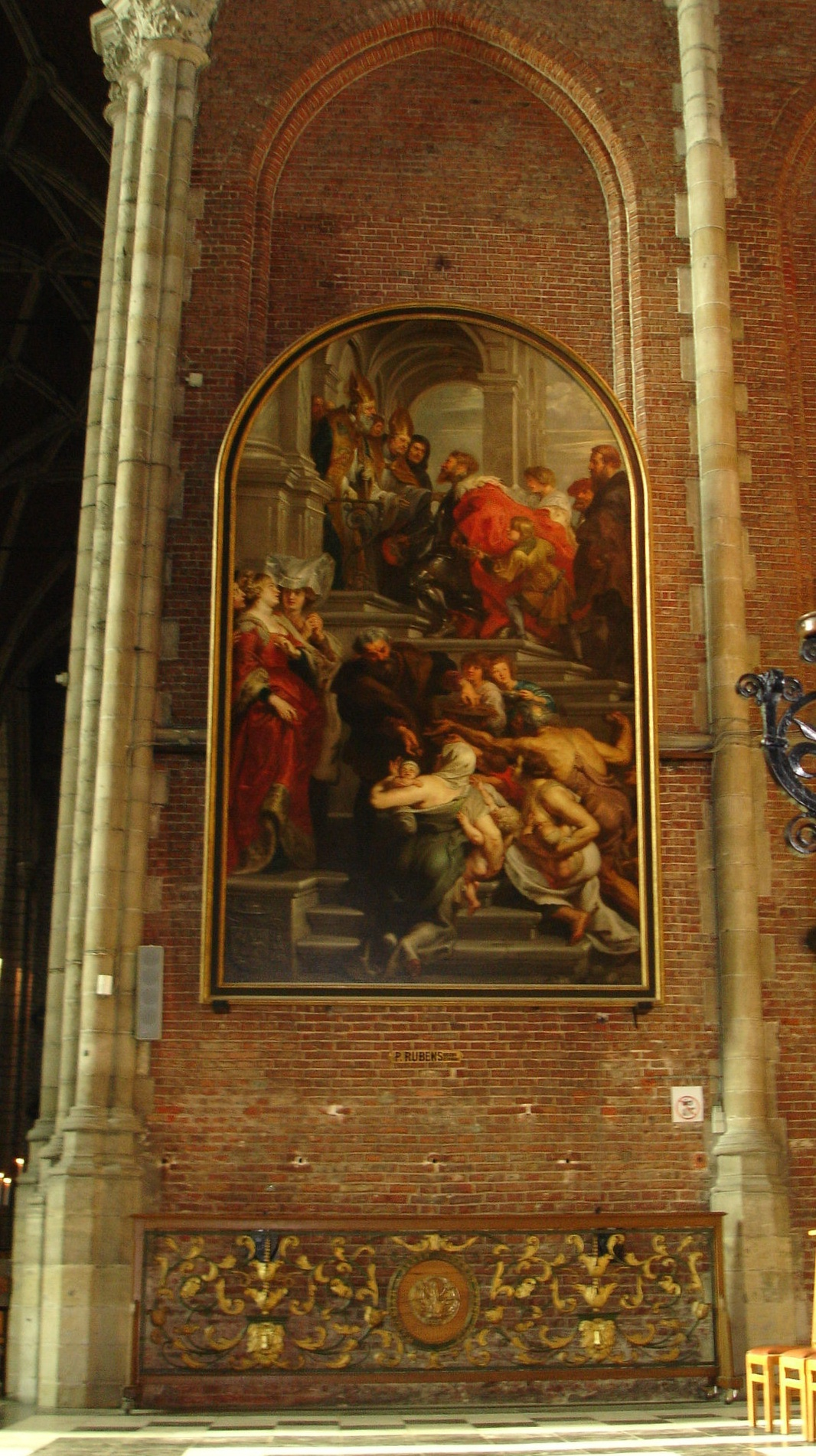
Pintura de São Bavão no convento